# 삼각파

삼각파(triangle wave)는 삼각형 모양 때문에 명명된 비정형파이다. 주기함수이자 연속 함수이다. 방형파처럼 삼각파는 오직 홀수 조파만 포함한다.

## 같이 보기
- 방형파
- 펄스파
- 삼각형함수
- 지그재그